# 普里希瓦利尼亞
50°10′12″N 29°49′12″E / 50.17000°N 29.82000°E
普里希瓦利尼亞（烏克蘭語：Пришивальня）是位於烏克蘭北部的村莊，由基辅州法斯蒂夫區的托馬希夫卡市鎮負責管轄。該村始建於1665年，面積1.68平方公里，海拔高度165米，2001年人口301，人口密度每平方公里179.1人。